# فهرست وابسته‌های دیپلماتیک اریتره

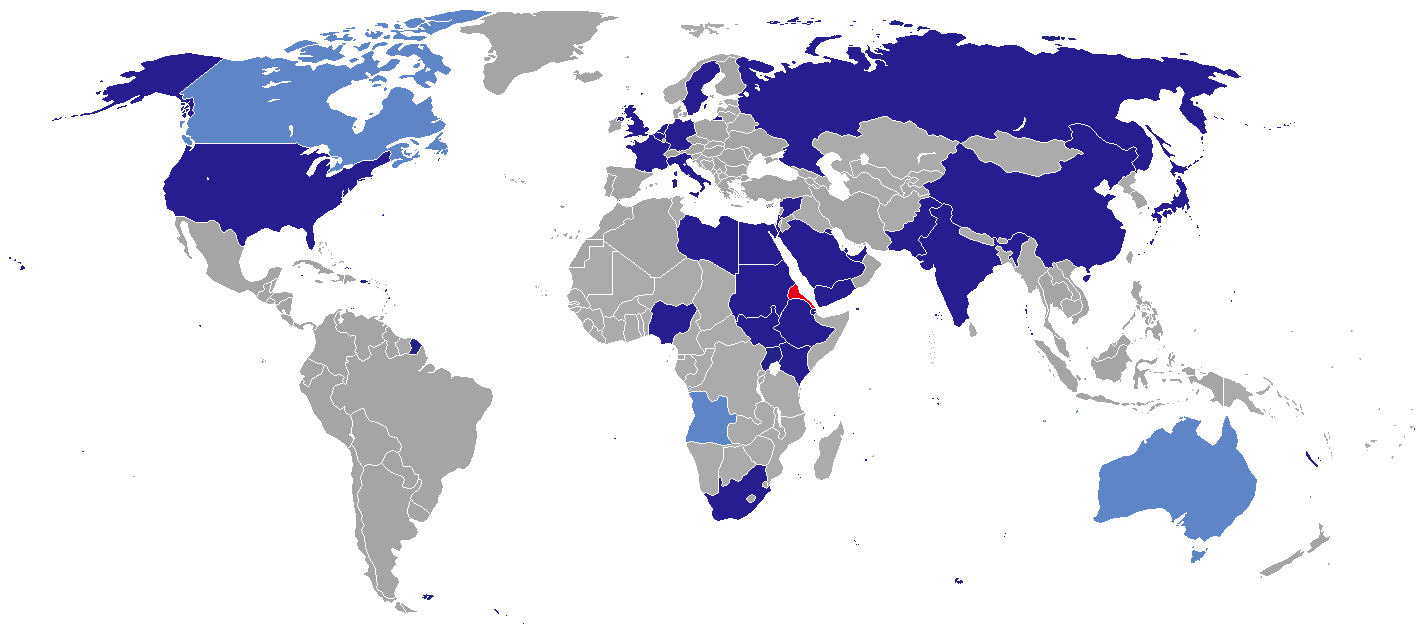
نمایندگی‌های دیپلماتیک اریتره

این فهرست نمایندگی‌های دیپلماتیک اریتره است. اریتره کشوری نسبتاً جوان است (این کشور عملاً در سال ۱۹۹۱ متولد شد) که پیشتر با برخی از همسایگان خود، به ویژه اتیوپی، روابط پرتنش داشت (گرچه در حال حاضر اتیوپی در اریتره و بالعکس سفارت دارد). اریتره روابط نسبتاً خوبی با جیبوتی دارد و در حال بهبود روابط با سودان و یمن است. این کشور شمار نمایندگی‌های دیپلماتیک اندکی در سراسر جهان دارد.
وزارت امور خارجه ایالات متحده در سال ۲۰۰۷ به دولت اریتره دستور داد که کنسولگریش را در اوکلند، کالیفرنیا را که به یک جامعه ۷۰۰۰ نفری در منطقه خلیج سان فرانسیسکو خدمت می‌کرد، تعطیل کند. بسیاری از مردم اریتره گفتند که این برای آن‌ها سخت خواهد بود. این اقدام به تلافی محدودیت‌های اعمال‌شده توسط دولت اریتره در سفر دیپلمات‌های آمریکایی به اریتره، گشتن کیف دیپلمات‌های آمریکایی و عدم توانایی ارائه خدمات کنسولی به شهروندان آمریکایی در اریتره بود.

## آفریقا

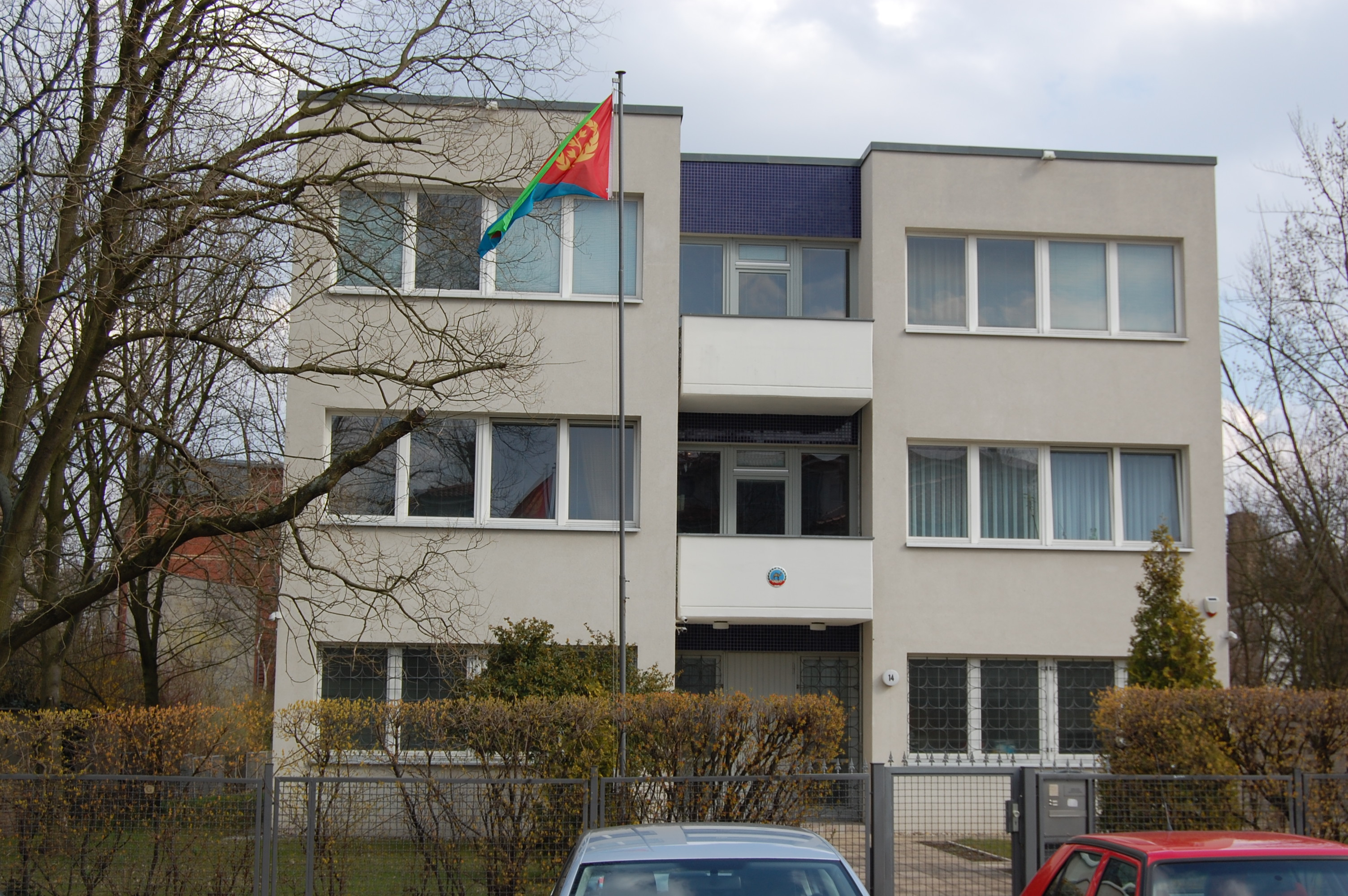
سفارت اریتره در برلین

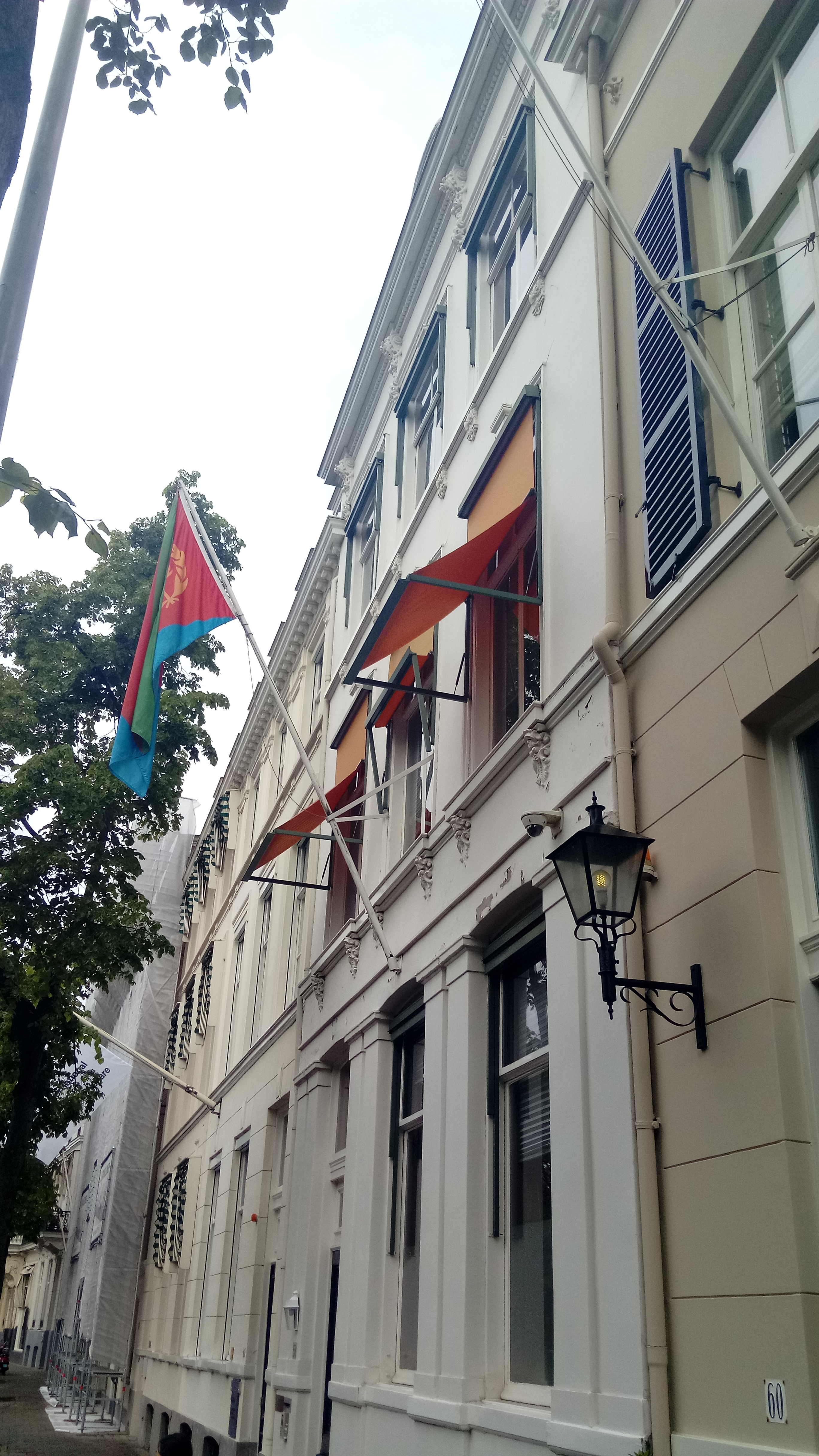
سفارت اریتره در لاهه

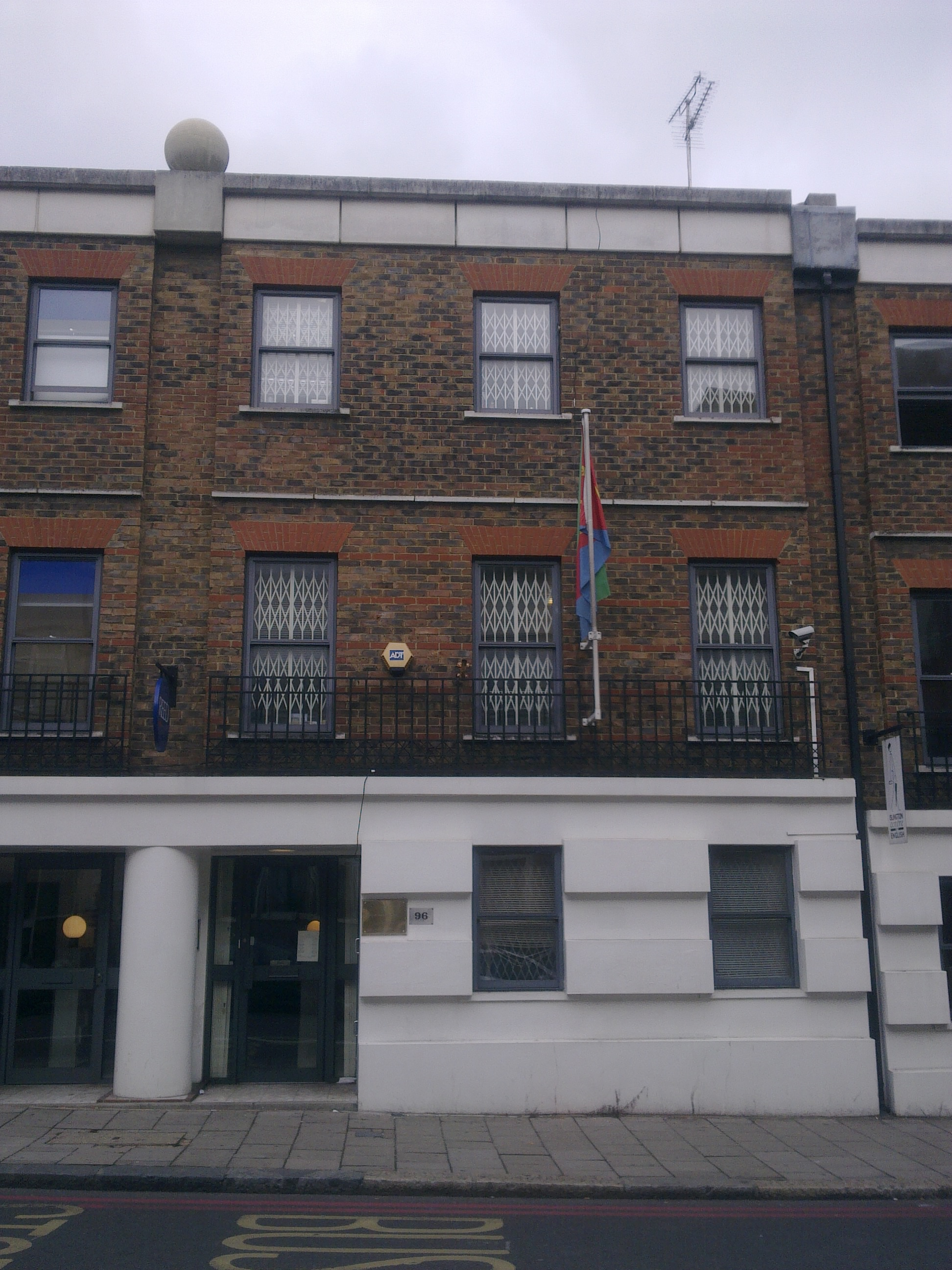
سفارت اریتره در لندن

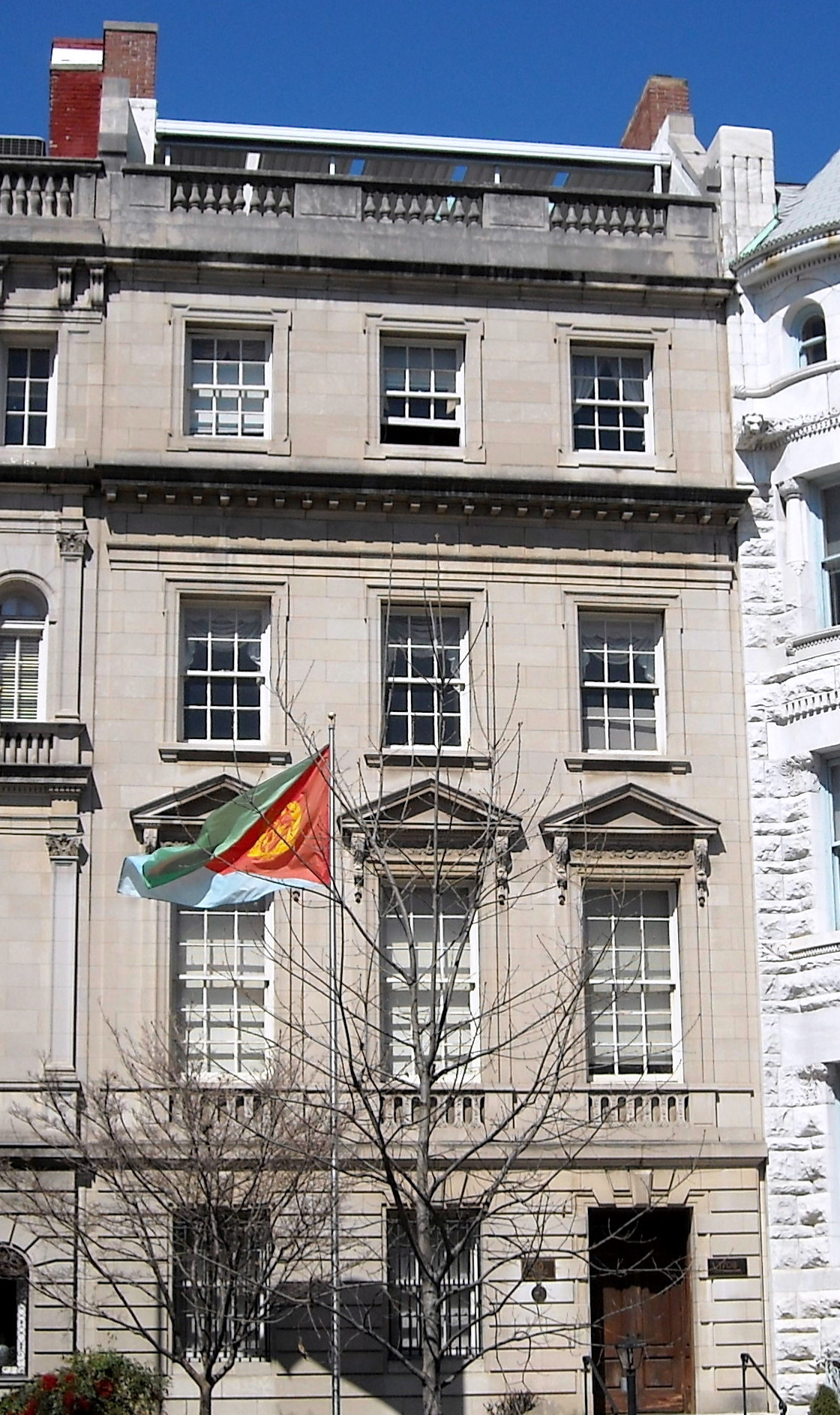
سفارت اریتره در واشینگتن

- جیبوتی
  - شهر جیبوتی (سفارت)
- مصر
  - قاهره (سفارت)
- اتیوپی
  - آدیس آبابا (سفارت)
- کنیا
  - نایروبی (سفارت)
- لیبی
  - طرابلس (سفارت)
- نیجریه
  - ابوجا (سفارت)
- آفریقای جنوبی
  - پرتوریا (سفارت)
- سودان
  - خارطوم (سفارت)
- سودان جنوبی
  - جوبا (سفارت)

## آسیا
- عربستان سعودی
  - ریاض (سفارت)
- امارات متحده عربی
  - ابوظبی (سفارت)
  - دبی (کنسولگری عمومی)
- اسرائیل
  - تل آویو (سفارت)
- سوریه
  - دمشق (سفارت)
- کویت
  -  شهر کویت (سفارت)
- یمن
  - صنعا (سفارت)
- قطر
  - دوحه (سفارت)
- پاکستان
  - اسلام‌آباد (سفارت)
- هند
  - دهلی نو (سفارت)
- چین
  - پکن (سفارت)
- ژاپن
  - توکیو (سفارت)

## اروپا
- آلمان
  - برلین (سفارت)
  - فرانکفورت (کنسولگری)
- ایتالیا
  - رم (سفارت)
  - میلان (کنسولگری)
- بریتانیا
  - لندن (سفارت)
- روسیه
  - مسکو (سفارت)
- هلند
  - لاهه (سفارت)
- سوئیس
  - ژنو (ژنرال کنسولگری)
- سوئد
  - استکهلم (سفارت)
- فرانسه
  - پاریس (سفارت)
- بلژیک
  - بروکسل (سفارت)

## سازمانهای چند جانبه
- قاهره (هیئت نمایندگی اتحادیه عرب)
- آدیس آبابا (مأموریت دائمی به اتحادیه آفریقا)
- سازمان ملل متحد
  - ژنو (مأموریت دائمی در دفتر سازمان ملل در اروپا)
  - شهر نیویورک (مأموریت دائمی در سازمان ملل)

## مأموریت‌های دیپلماتیک اریتره غیر مقیم
1. اندونزی (دهلی نو)
2. استرالیا (توکیو)